# Anastasia Vojnova
Anastasia Sergejevna Vojnova (ryska: Анастасия Сергеевна Войнова), född den 5 februari 1993 i Tula, är en rysk tävlingscyklist.
Vid junior-VM 2011 i Moskva vann Vojnova guld i sprint, keirin, lagsprint och kilometerlopp.
Hon tog OS-silver i lagsprint i samband med de olympiska tävlingarna i cykelsport 2016 i Rio de Janeiro. Vid sommarspelen i Tokyo 2021 tog hon en bronsmedalj i samma gren.